# Kosta glasbruk
Kosta glasbruk (dansk: Kosta glasværk) er et glasværk i Kosta i Lessebo kommune, Kronobergs län i Småland i Sverige.
Kosta glasbruk, der er grundlagt i 1742, ligger i den region af Småland, der kaldes Glasriget
Kosta glasbruk er sammen med Åfors glasværk og Boda glasværk en del af koncernen Orrefors Kosta Boda AB, der igennem en periode var ejet af Royal Scandinavia, men som nu er overtaget af den svenske koncern New Wave Group.

## Eksterne links
- Wikimedia Commons har flere filer relateret til Kosta glasbruk
- Kosta Boda – officiel website

56°51′12″N 15°23′34″Ø / 56.85333°N 15.39278°Ø